# Ángel Gutiérrez Tapia
Pour les articles homonymes, voir Gutiérrez et Tapia.
Ángel Gutiérrez Tapia: né en ? 1972, est un essayiste, écrivain et théoricien du complot espagnol.

## Œuvres
- Avec David Zurdo Saíz, La señal, 2008
- Avec David Zurdo Saíz, 616. todo es infierno, 2007
- Avec David Zurdo Saíz, La vida secreta de Franco, 2005
- Avec David Zurdo Saíz, El último último secreto de Da Vinci, 2004
- Avec David Zurdo Saíz, Comercio electrónico y privacidad en Internet, 2003
- Avec David Zurdo Saíz, El legado de Jesús. El diario secreto de Da Vinci, 2003